# Peter Franken
Peter A. Franken (10 de novembro de 1928 - 11 de março de 1999) foi um físico estadunidense.
Foi presidente da Optical Society em 1977.